# 86式步兵战车
86式步兵战车又被称为86式履带式步兵战车、ZBD-86步兵战车、WZ-501步兵战车（由86式步兵战车的工厂研发代号WZ-501工程得名），是中华人民共和国于20世纪80年代以苏联BMP-1步兵戰車为蓝本仿制的一款步兵战车，是中国的第一代步兵战车。该车于1986年正式批准设计定型，并命名为“1986年式履带式步兵战车”，通常称为“86式步兵战车”或简称“86步战”。于1990年代装备中国人民解放军部队。
2000年後出现換裝了新式炮塔和內部設備的升级改进版86A型。
86式步兵战车逐步被ZBD-04步兵战车取代。

## 历史
1970年代步兵战车在美苏间出现的时候，中国正处于文革的混乱时期，并没有步兵战车的研发计划，中越战争中越南军队往往以小股部队形式袭扰中方军队，抓住解放军没有步兵战车、步兵大多以徒步或搭乘坦克的原始方式伴随坦克部队发展进攻的缺陷，通过在山区狭窄路段袭击坦克车队的前后车辆，专打无掩护步兵，甚至用炸开水坝淹没道路的办法，迟滞中国军队的前进速度，直接刺激了中国发展步兵战车的动力。
1980年代，通过为埃及维护和保养苏式装备的交往，中国北方车辆制造厂从埃及陆军得到苏联生产的BMP-1战车，由627厂展开测绘并仿制，工厂产品代号“WZ-501”，1984年推出样车进行测试，1986年WZ-501仿制成功并定型，即86式履带式步兵战车。起初并没有考虑国内装备，主要供军品贸易出口需要。批量生产零部件，并交付国外用户。1992年开始批量生产列装中国人民解放军，成为解放军陆军正式采用的第一型步兵战车，首批于1993年交付第38集团军。共计装备了1000辆左右，集中于中国大陆北方地区陆军集团军的机械化部队。

## 概貌
86式步兵战车部分性能指标与原型车─BMP-1相比有所下降，该车动力舱前置布局，驾驶与动力舱段在车体前部，中央为战斗室，车体后部是载员舱。尾部有可供搭载步兵出入的两扇车门。装甲防护比较有限，前装甲的倾斜角度较大。带有集体“三防”系统。

### 动力
86式步兵战车动力系统采用V型夹角120度、功率191.5KW的6V150液冷柴油机，单位功率为14.4KW／t，机械式变速箱，扭杆式悬挂装置，水上行驶时履带划水前进，海軍陸戰隊的86式在車身前部加上防浪板，當在水上行駛時張開去增強耐浪性，改良型86B式更在兩道車尾門之間加上200马力6缸快艇用發動機（舷外机），進一步加快水上航速，同时车体也有加长。

### 武器
- 一门短身管73mm口径低压滑膛炮，用于较近距离射击，备有火箭增程破甲弹和钢珠榴弹各20发，采用自动装填方式，射速7~8发／分。直射射程780m，最大有效射程1300m（破甲弹），最大射程2900m（榴弹）[5]
- 一具红箭-73反坦克导弹发射架，安装在炮身上方，用于较远距离攻击，备弹4枚，为有线制导，可在车内发射，射程500-3000m。
- 部分配有一枚红缨-5防空导弹，射距4200m，射高50-2300m
- 一挺7.62mm并列机枪，装在火炮右方，备弹2000发。
- 9个车载步兵射击孔。

## 衍生型

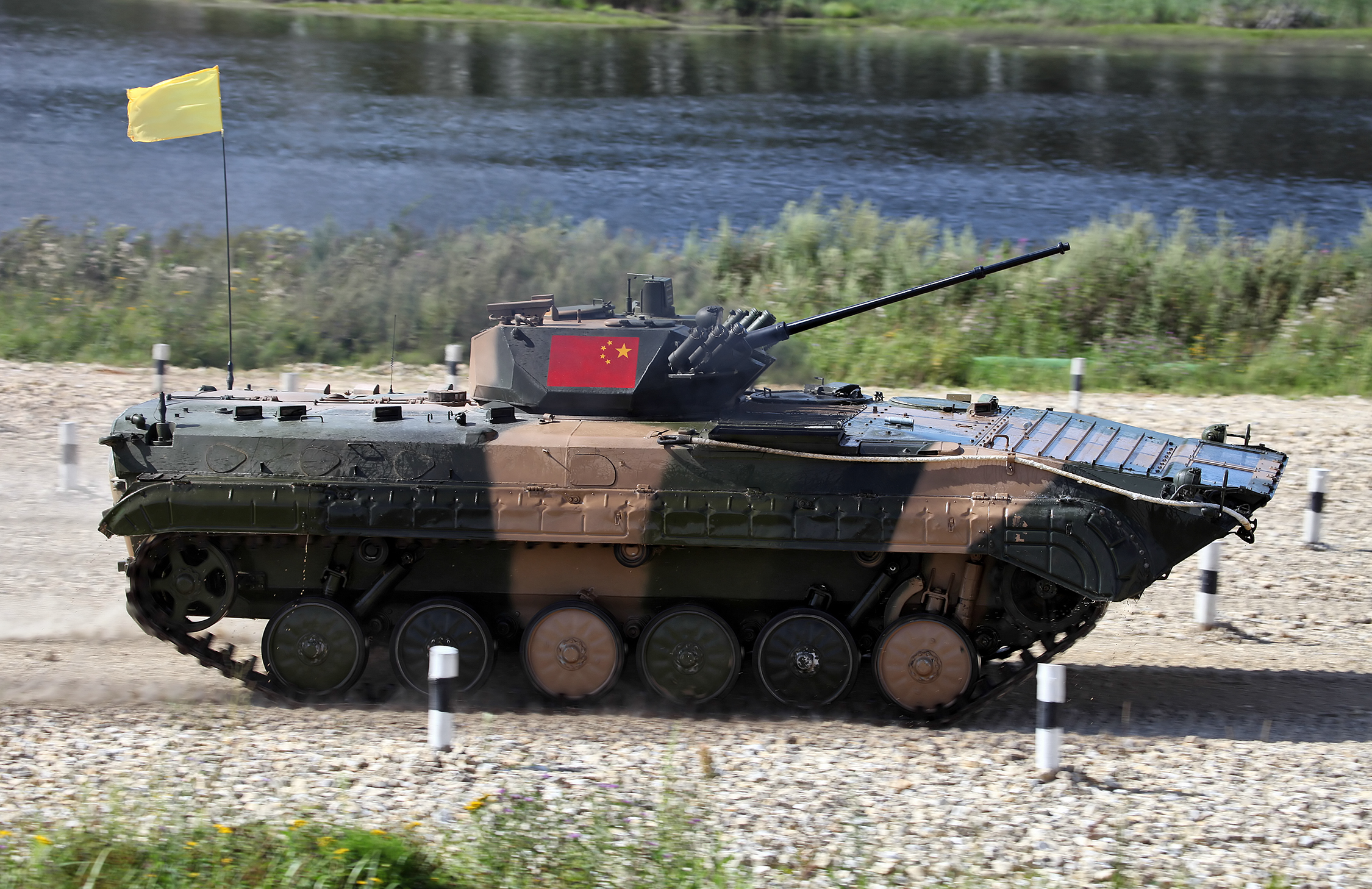
86A步兵战车

WZ-501还发展出一系列衍生型号，改型包括装甲输送车、导弹发射车等：
- NFV-1，与美国食品机械化学（FMC）公司共同研制，配备25毫米（M242型）口径链式机炮单人电驱动炮塔的测试车型；样车于1986年在北京国际防务展览会上正式展出。
- WZ-503，装甲输送车，1987年在86式步兵战车底盘基础上研制而成。该车主未安装炮塔，装有1挺12.7毫米口径机枪，可多搭载数名士兵；
- WZ-504，反坦克导弹发射车，配备反坦克导弹发射装置，未安装73毫米口径火炮，主要武器是“红箭”-73反坦克导弹；
- WZ-505，配备ZSL-92轮式装甲车配套车载机炮通用炮塔的改进型，又命名为“86-1式”。搭载一门外置式25毫米口径机炮（双管25毫米高炮改进而来）电驱动单人炮塔；未被军方认可量产。
- WZ-506，指挥车。
- 86A型，86式步兵战车改进型号，换装了新型单人炮塔，具有较好的防护力；主要武器配备一门ZPT-99型30毫米口径机炮（原型是2A72），既可打击低空低速飞行目标，也可以打击轻型装甲车、土木工事、地面集群目标等；升级了自动装表式火控系统；换装采用电视测角/导线传输指令制导方式的“红箭”-73改进型反坦克导弹，主要用于远距离上打击敌方装甲目标。配有三防系统，保留了水上浮渡能力。2016年中国人民解放军首次携带86A型步兵战车，参加俄罗斯的国际军事竞赛。

## 外部連結
- 86式步兵戰車